# Hackern
Hackern ist ein Ortsteil und Weiler der Gemeinde Illschwang im Landkreis Amberg-Sulzbach in der Oberpfalz in Bayern.

## Lage
Der Weiler Hackern liegt im nördlichen Teil der Gemeinde Illschwang.
Die AS 3 durchquert den Weiler und verläuft westlich Richtung Fürnried, östlich endet sie an der St 2164.
Nordnordöstlich von Hackern liegt Frankenhof (Illschwang), östlich liegt Aichazandt (Illschwang), südsüdöstlich liegt Mörswinkl (Illschwang) und südwestlich liegt Höfling (Birgland).

## Geschichte
Hackern wurde 1972 als Ortsteil der ehemaligen Gemeinde Angfeld in die Gemeinde Illschwang eingemeindet.